# Якутин, Юрий Васильевич
Юрий Васильевич Якутин (род. 4 июня 1955, Орехово-Зуево) — доктор экономических наук, профессор, научный руководитель закрытого акционерного общества «Издательский дом „Экономическая газета“».

## Биография
Родился 4 июня 1955 года в г. Орехово-Зуеве Московской области.
В 1974 году окончил отделение промышленного и гражданского строительства Орехово-Зуевского строительного техникума.
В 1979 году прошёл годичный курс переводчиков французского языка в рамках подготовки Олимпийских групп.
В 1981 году с отличием окончил экономический факультет Московского государственного университета имени М. В. Ломоносова.
В 1985 году окончил аспирантуру на кафедре политической экономии МГУ, защитил диссертацию на соискание учёной степени кандидата экономических наук.
С марта 1974 года работал мастером-строителем, затем — прорабом строительно-монтажного управления в посёлке Монетный Берёзовского района Свердловской области.
В 1974—1976 годах служил в рядах Советской армии (службу закончил старшиной).
В 1985—1987 годах работал младшим, затем старшим научным сотрудником лаборатории теоретических проблем экономического факультета МГУ.
С 1987 года работал в еженедельнике «Экономика и жизнь» заместителем редактора отдела.
1991—2005 — главный редактор еженедельника «Экономика и жизнь».
1994—2005 — генеральный директор Издательского дома «Экономическая газета».
В 2001 году защитил диссертацию на соискание учёной степени доктора экономических наук на тему «Совершенствование интеграционного взаимодействия хозяйствующих субъектов как фактор повышения эффективности российских корпораций».
С 2005 — научный руководитель ИД «Экономическая газета».
С 1993 года — вице-президент Ассоциации главных редакторов и издателей.
Член президиума биржевого совета Московской центральной фондовой биржи.
Член совета директоров АО «Релком», учредителем которого явилась газета.
Член президентского совета Международного союза арендаторов предпринимателей и общественной палаты при Президенте РФ.

#### Должности
- председатель Совета Директоров группы компаний ИД «Экономическая газета»
- научный руководитель ЗАО ИД «Экономическая газета»
- генеральный директор ИД «Экономика и жизнь»
- вице-президент Вольного экономического общества России
- президент Университета менеджмента и бизнес-администрирования
- член президиума Международной академии менеджмента
- член правления Торгово-промышленной палаты РФ
- член президиума правления Московской торгово-промышленной палаты
- член координационного совета Международного союза экономистов

## Звания и награды
- доктор экономических наук
- заслуженный деятель науки РФ
- лауреат премии Правительства в области печатных средств массовой информации 2008 г. за вклад в становление и развитие экономики страны
- лауреат конкурса «Менеджер года — 2009».